# Gaudete (kolęda)

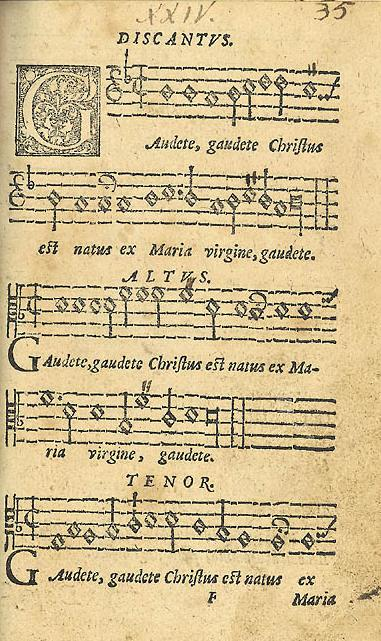
Początek kolędy w wersji oryginalnej z 1582 roku

Gaudete, Christus est natus – kolęda skomponowana w XVI wieku. Pochodziła niemal na pewno ze Skandynawii. Miała się pojawić w fińsko-szwedzkim zbiorze tekstów świętych pieśni Piae Cantiones opublikowanym w roku 1582, choć możliwe, że  starsza jest wersja fińska.

## Tekst
| Tekst łaciński                                                                  | Tekst polski                                                                                    |
| ------------------------------------------------------------------------------- | ----------------------------------------------------------------------------------------------- |
| Gaudete, gaudete! Christus est natus Ex Maria virgine, gaudete!                 | Radujcie się, radujcie! Chrystus się narodził Z Maryi dziewicy, radujcie się!                   |
| Tempus adest gratiae Hoc quod optabamus, Carmina lætitiæ Devote reddamus.       | Nadszedł czas łaski Którego pragnęliśmy; Pieśni radości Pobożnie oddajmy.                       |
| Deus homo factus est Natura mirante, Mundus renovatus est A Christo regnante.   | Bóg stał się człowiekiem, Natura się zdumiewa; Świat został odnowiony Przez Chrystusa króla.    |
| Ezechielis porta Clausa pertransitur, Unde lux est orta Salus invenitur.        | Przez bramy Ezechiela Zamknięte przeszliśmy Gdzie światło się wznosi, Zbawienie się znajduje.   |
| Ergo nostra concio, Psallat iam in lustro; Benedicat Domino: Salus Regi nostro. | A więc niech nasze kazanie Śpiewamy w jasności; Błogosławmy Pana: Pozdrowienia naszemu Królowi. |